# Światowy podróżnik
Światowy podróżnik (ang. World Traveler) – kanadyjsko-amerykański film z 2001 roku w reżyserii Barta Freundlicha.

## Obsada
- Billy Crudup – Cal
- Francie Swift – Joanie
- Liane Balaban – Meg
- James LeGros – Jack
- Kaili Vernoff – Andrea
- Mary McCormack – Margaret
- David Keith – Richard
- Cleavant Derricks – Carl
- Karen Allen – Delores
- Julianne Moore – Dulcie
- Chris Burns – Sprzedawca na stacji benzynowej
- Margaret Devine – Przyjaciółka Andrei
- B.J. Mitchell – Dakota boy